# سیراکوز شرقی (نیویورک)
سیراکوز شرقی (به انگلیسی: East Syracuse) یک منطقهٔ مسکونی در ایالات متحده آمریکا است که در شهرستان اونانداگا، نیویورک واقع شده‌است. سیراکوز شرقی ۴٫۰۴ کیلومتر مربع مساحت و ۳٬۰۷۸ نفر جمعیت دارد و ۱۳۲ متر بالاتر از سطح دریا واقع شده‌است.